# Floyd Vivino
Floyd Vivino, aussi connu sous le nom de Uncle Floyd, est un acteur, humoriste et animateur de télévision américain né le 19 octobre 1951 à Paterson au New Jersey.

## Filmographie

### Cinéma
- 1980 : Mother's Day
- 1987 : Good Morning, Vietnam : Eddie Kirk
- 1990 : Les Fous de la pub : Eddie Aris
- 1993 : Mr. Wonderful : M.C.
- 1995 : A Pyromaniac's Love Story : celui qui pince les fesses
- 1999 : Final Rise : Louie
- 1999 : A Clown in Babylon : Floyd
- 2000 : Big Money Hustlas : le présentateur du match de boxe
- 2004 : Dr. Horror's Erotic House of Idiots : Floyd

### Télévision
- 1982 : The Uncle Floyd Show : lui-même (également scénariste et producteur)
- 1993-1994 : New York, police judiciaire : Newman (2 épisodes)
- 1998 : Cosby : Jay (1 épisode)
- 2000 : Falcone : Rocky (1 épisode)
- 2001 : Tribunal central (1 épisode)
- 2015 : The Jack and Triumph Show : Abe (1 épisode)